# 575
575 (DLXXV) je bilo navadno leto, ki se je po julijanskem koledarju začelo na torek.

## Dogodki
- 1. januar

## Rojstva
- Heraklij, bizantinski cesar († 641)
- Osman ibn Afan, tretji kalif Rašidunskega kalifata († 656)

## Smrti
- Sigibert I., frankovski kralj Avstrazije (* okrog 535)